# Zdeněk Neubauer
Zdeněk Neubauer (30. května 1942 Brno – 5. července 2016 Praha) byl český křesťan, filozof a biolog. Je považován za jednoho z nejvýznačnějších zastánců postmoderního myšlení ve vědě v České republice; za své antiscientistické postoje byl kritizován klubem skeptiků Sisyfos. Přesvědčení o tom, že subjektivita je tím nejpůvodnějším lidským prožitkem, a také tím nejpřirozenějším, jej vedlo ke kladnému hodnocení filozofického odkazu subjektivisty Ladislava Klímy.

## Osobní život
Studoval biologii na Přírodovědecké fakultě Univerzity Karlovy v Praze a filozofii na Filozofické fakultě téže univerzity, koncem 60. let strávil tři roky na studijním pobytu v italské Neapoli. V roce 1970 získal titul doktor přírodních věd (RNDr.) a rok později titul doktor filozofie (PhDr.).
V sedmdesátých letech pracoval v laboratořích Přírodovědecké fakulty Univerzity Karlovy, později jako programátor. Významně se podílel na neoficiálních a polooficiálních seminářích, přednáškách, sbornících věnovaných filozofii, vědě, technice, přírodě.
Od roku 1990 přednášel na Katedře filozofie a dějin přírodních věd Přírodovědecké fakulty UK, v letech 1990 až 1996 byl vedoucím katedry. V roce 1991 se stal docentem obecné biologie, v roce 1992 pak profesorem; obě řízení absolvoval na 3. lékařské fakultě Univerzity Karlovy.

## Soukromý život
Švagrem Zdeňka Neubauera byl český filozof, disident a politik Václav Benda, manžel sestry Kamily, jeho otcem Zdeněk Neubauer, představitel brněnské normativní právní školy.

## Dílo
Ve svém díle se zabýval zejména epistemologií, vztahy mezi vědou a filozofií, hermetismem, křesťanskou filozofií, ale „odbíhal“ též k literatuře či jazykovědě. Jeho originální myšlení ovlivnilo mnoho přímých i nepřímých žáků a spolužáků, filozofů, vědců či umělců. Svými publikacemi a akademickým působením položil základy české filosofie vědy. Z jeho vědecké dráhy je ceněn objev tzv. „genového přepínače“, resp. objev estetiky bakteriálních kolonií. Podílel se na Čtvrtcích v pražské Viničné ulici, na Letní filozofické škole či na Ekologických dnech Olomouc.

## Ocenění
V roce 2001 se stal laureátem Ceny Nadace Dagmar a Václava Havlových VIZE 97.